# Isao Aoki

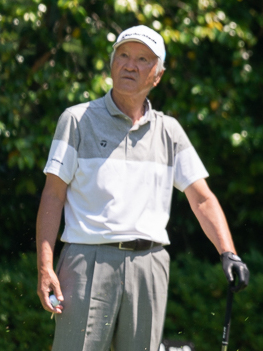
Isao Aoki in 2019

Isao Aoki (青木功, Aoki Isao; Abiko, 31 augustus 1942) is een professioneel golfer uit Japan. Hij heeft overwinningen behaald op de Japanse, Europese, Amerikaanse en Australasian Tour en op de Japanse en Amerikaanse Senior Tour.
Aoki groeide op in Abiko, waar hij naar de Abiko Junior High School ging en met golf kennis maakte als caddie op de Abiko Golf Club.

## Carrière
In 1964 werd Aoki professional. Sindsdien heeft hij in 1976, 1978, 1979, 1980 en 1981 bovenaan de Japanse Order of Merit gestaan. Hij heeft ruim vijftig overwinningen op zijn naam staan, hetgeen in Japan alleen overtroffen wordt door Masashi Ozaki ('Jumbo'). 
In 1979 werd hij tweede achter Jack Nicklaus bij het US Open. Mede hierdoor kwam hij bovenaan de Mark McCormack's World Golf Rankings te staan, een positie die hij een jaar lang vasthield.
Sinds 1992 speelt hij op de Seniors Tour in Japan en op de Amerikaanse Champions Tour. 
Aoki woont in Tokio. Hij heeft in Florida twee golfbanen aangelegd op de Orange County National.

### Gewonnen

#### Japan Golf Tour
- 1973: Chunichi Crowns, Pepsi-Wilson Tournament, Sapporo Tokyu Open, KBC Augusta, Japan PGA Championship
- 1974: Tozai Taiko (JPGA East-West Match), Kanto Open, Kanto PGA Championship, Sanpo Classic
- 1975: Chunichi Crowns, Kanto Open
- 1976: Tokai Classic
- 1977: Tohoku Classic, Jun Classic, ABC Japan vs USA Golf Matches
- 1978: Chunichi Crowns, Japan PGA Match-Play Championship, Sapporo Tokyu Open, Kanto PGA Championship, Nippon Series, ABC Japan vs USA Golf Matches
- 1979: Chunichi Crowns, Japan PGA Match-Play Championship, Kanto PGA Championship, Nippon Series
- 1980: Chunichi Crowns, Yomiuri Open, KBC Augusta, Kanto Open, Jun Classic
- 1981: Shizuoka Open, Japan PGA Match-Play Championship, PGA Championship
- 1982: Japan PGA Match-Play Championship, Daikyo Open
- 1983: Sapporo Tokyu Open, Kanto PGA Championship, Japan Open, Nippon Series
- 1986: Sapporo Tokyu Open, PGA Championship, KBC Augusta, Kanto Open
- 1987: Dunlop International Open, ANA Open, Japan Open, Nippon Series (tie with David Ishii)
- 1989: Tokai Classic, Casio World Open
- 1990: Mitsubishi Galant Tournament
- 1991: Bridgestone Open
- 1992: Mitsubishi Galant Tournament, Casio World Open

#### Europese PGA Tour
- 1983: Panasonic European Open

##### Amerikaanse PGA Tour
- 1983: Hawaiian Open

#### Overige
- 1971: Kanto PGA Championship (Japan)
- 1972: Kanto PGA Championship (Japan)
- 1973: Gold Beck
- 1978: Colgate World Match Play Championship (Engeland)
- 1982: Old Sones Invitational
- 1989: Coca Cola Golf Classic (Australië)

#### Japan Senior PGA Tour
- 1994: Japan Senior Open
- 1995: American Express Grand Slam, Japan Senior Open
- 1996: Japan Senior Open
- 1997: Japan Senior Open
- 2000: N. Cup Senior Open
- 2002: N. Cup Senior Open
- 2007: Japan Senior Open

#### Champions Tour
- 1992: Nationwide Championship
- 1994: Bank One Senior Classic, Brickyard Crossing Championship
- 1995: Bank of Boston Senior Classic
- 1996: BellSouth Senior Classic at Opryland, Kroger Senior Classic
- 1997: Emerald Coast Classic
- 1998: BellSouth Senior Classic at Opryland
- 2002: The Instinet Classic

### Teams
- Fred Meyer Challenge: 1987 (met Payne Stewart)
- Kirin Cup: 1985, 1987, 1988
- Alfred Dunhill Cup: 1985, 1999